# Водуле
Водуле (словен. Vodule) — поселення в общині Шентюр, Савинський регіон, Словенія. 
Висота над рівнем моря: 400,7 м.